# Zulu mitologija
Zulu mitologija je mitologija afrička etničke grupe Zulu, koji pričaju bantu jezikom i uglavnom žive u Južnoj Africi. Njihova religija je politeistička, što znači da postoji mnogo bogova koji pomažu, odmažu i deluju na ljude na razne načine. Kao i politeističke religije i ova je nastala tako što narod nije mogao da objasni prirodne pojave, tako da se kao bogovi u Zulu mitologiji javljaju životinje i razne vremenska vremenska dešavanja (nepogode). 
Vrhovno božanstvo u Zulu mitologiji je Unkulunkulu. On je, takođe, stavaralac čovečanstva. 
Umvelikangi je bog neba. On šalje munje na zemlju, a njegov glas je grom. Takođe, ovaj bog stvara zemljotrese. 
Mamlambo je boginja reka, odnosno vode.
Nokhubulvane je boginja koja je stvorila dugu i kišu. Ona je i boginja zemljoradnje. 
Tikolose je bog - patuljak sa samo jednom polovinom tela. On se upušta u bitke sa ljudima i uglavnom ih ubija, a ukoliko ga neko pobedi on ga uči raznim vrstama magije. 
Unvabu je predstavljen u vidu kameleona. On je poslat na zemlju da uči ljude besmtrnosti. 